# Испанцы в Гондурасе

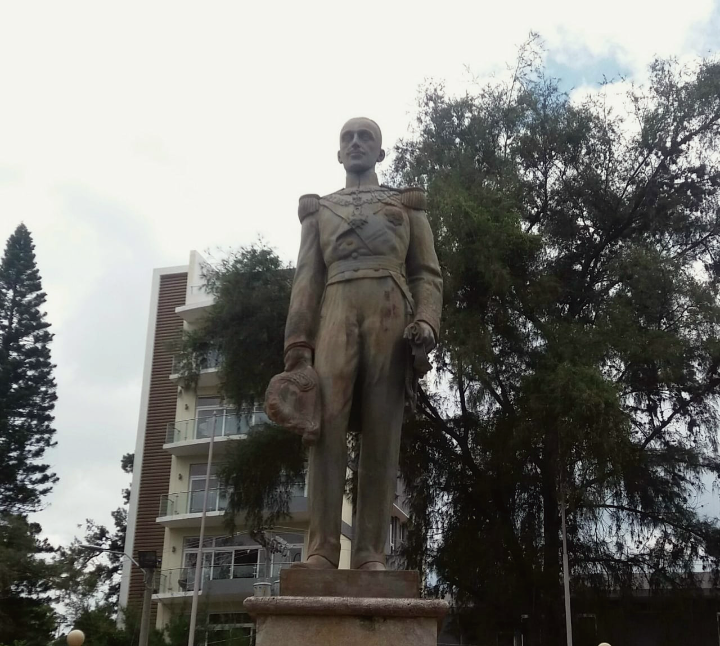
Статуя короля Испании Альфонсо XIII в парке Испании в Тегусигальпе.

Испанцы в Гондурасе относятся к числу испанских иммигрантов и гондурасцев испанского происхождения, проживающих в Республике Гондурас. В этой стране есть важная испанская община, которая распространилась по всей территории страны, они являются частью белого населения Гондураса. По данным Национального института статистики Испании, в 2009 году в Гондурасе проживало 1982 гражданина Испании, а к 2017 году — более 2888 человек. Сегодня есть много людей с испанским происхождением, которые пользуются двойным гражданством, которое разрешено по закону между обеими странами.

## История

### Колониальная эпоха

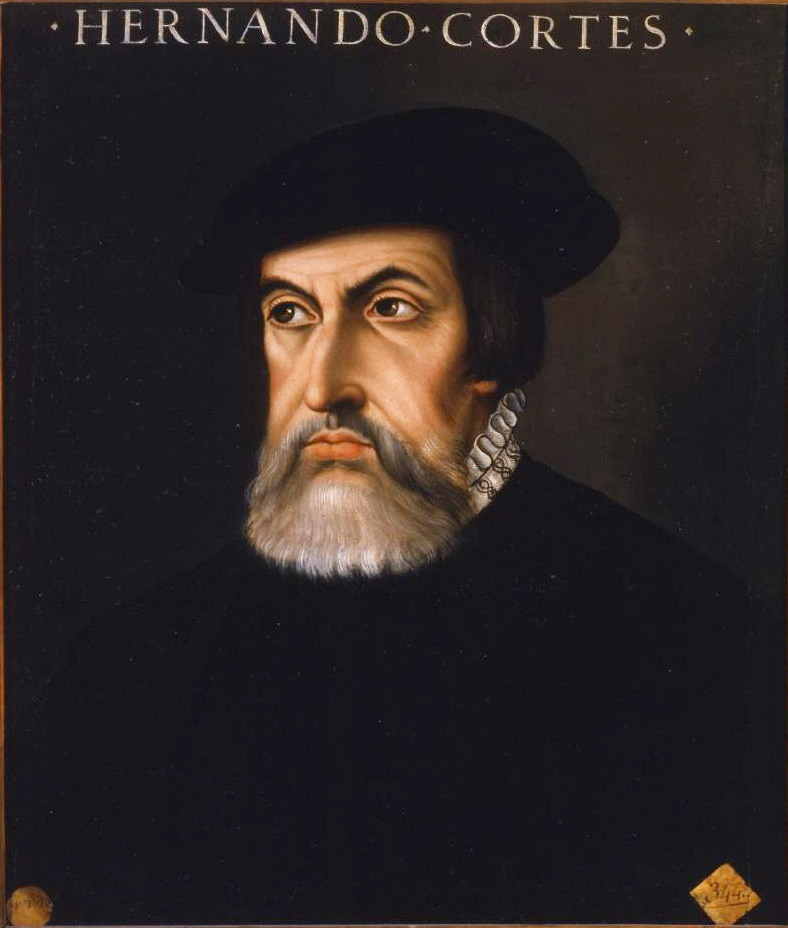
Завоеватель Эрнан Кортес приходит в Гондурас после падения империи ацтеков.

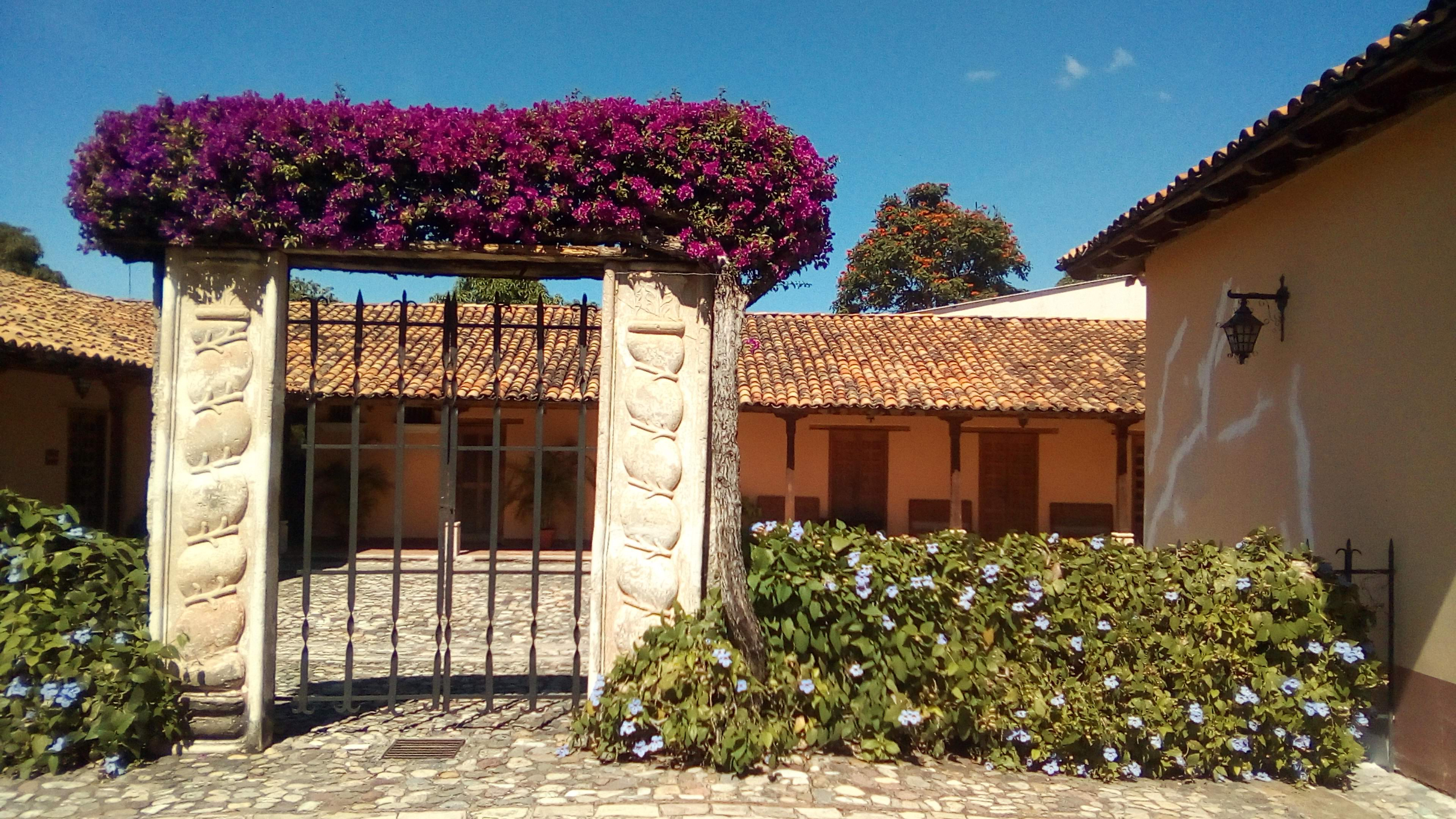
Испанские колонизаторы построили тысячи домов и церквей по всему Гондурасу после 1539 года.

Испанцы достигли территории Гондураса в 1504 года в составе четвёртой экспедиции Колумба. Одним из старейших основанных ими городов был порт Трухильо, в котором находится одна из старейших испанских крепостей в Америке, крепость Санта-Барбара.
Первым испанцем в Гондурасе был конкистадор Хиль Гонсалес Давила, прибывший в марте 1524 года. Он основал город Сан-Хиль-де-Буэна-Виста. Оттуда он проложил себе путь вглубь страны, пытаясь усмирить коренное население, одновременно сражаясь с другими испанцами, которые оспаривали его территорию. Он также надеялся найти устье озера Никарагуа.
Позже Эрнан Кортес, мотивированный сообщениями о большом богатстве региона, отправил две экспедиции: одну по суше, а другую по морю. Первую экспедицию возглавил Педро Альварадо, а вторую — Кристобаль де Олид. После того, как Кристобаль де Олид предал его, Кортес решил покинуть Мексику и взять дело в свои руки, возглавив экспедицию, которая длилась почти два года и закончилась в Трухильо, пережив множество опасностей и лишений.
Кортес ввел в этом районе скотоводство и основал поселение Рождества Богородицы недалеко от Пуэрто-Кабальос. Перед своим возвращением в Мексику в 1526 году он назначил Эрнандо Сааведру губернатором Гондураса и оставил инструкции хорошо относиться к коренному населению.
26 октября 1526 года Диего Лопес де Сальседо был назначен императором губернатором Гондураса, заменив Сааведру. Следующее десятилетие определялось личными амбициями губернаторов и конкистадоров, которые часто вступали в противоречие с интересами государственной организации. Колониальные испанцы восстали против своих лидеров, а коренное население восстало против испанских землевладельцев и их злоупотреблений. Креолы были наиболее полны решимости добиться независимости Гондураса. Параллельно с тем, что произошло в генерал-капитанстве Гватемала, потомки испанцев, родившиеся в Гондурасе, начали движение за независимость страны как от Королевства Испания, так и от вице-королевства Новой Испании. Были инициированы либеральные реформы, чтобы дать им больший контроль над экономикой и образованием.
После начала XVI века на территорию Гондураса пришла огромная миграция испанцев, состоящая в основном из андалусцев и эстремадурцев. Тогда сотни испанских поселенцев восстали против своих лидеров, и коренные жители сделали то же самое против своих патронов из-за плохого обращения с ними в Гондурасе.

### XVII и XVIII век
С XVII века креолы, сыновья испанцев, родившиеся в Америке, были в основном средним высшим классом Гондураса в эпоху вице-королевства Новой Испании из-за испанской кастовой системы. К 1801 году в Гондурасе проживало около 1512 испанских семей, что составляло около 3 % всего населения Гондураса. Это те, кто добиваются независимости Центральной Америки. После обретения независимости либеральная реформа начинает формировать проекты систем экономики и образования страны.

### XIX век
В первые годы независимости Гондураса, ближе к концу эпохи свободной торговли между Латинской Америкой и Испанией, большую часть испанцев, прибывающих в Гондурас, составляли каталонцы. Испанские иммигранты начали прибывать в Гондурас в середине XIX века, большинство из них из Каталонии.
Гондурас был страной, которая принимала иммигрантов из разных регионов мира. Испанские поселенцы обычно приезжали, чтобы начать бизнес в сельской местности, выращивая такие культуры, как кофе, бананы и сахар, которые экспортировались в Испанию и другие европейские страны. Такие иностранные инвестиции в Гондурасе были первым шагом к развитию более устойчивой экономики за счет эксплуатации природных ресурсов и создания богатства и занятости, однако возник конфликт, когда вожди коренных народов захватили фермы и ранчо.
С принятием договоров о признании титулов в конце XIX и начале XX века по инициативе президента Луиса Бограна доктор Антонио Абад Рамирес-и-Фернандес Фонтеча, почетный консул Испании в Тегусигальпе и ректор Центрального университета Республики Гондурас, президент Гондурасской академии языка и президент Высшего совета народного просвещения организовали «культурные миссии» с целью найма художников и учителей из Испании посредством организованной иммиграции.

### XX век
К моменту Гражданской войны в Испании к 1950 году в Гондурасе проживало около 600 испанских иммигрантов. К 2009 году в Гондурасе проживало более 1960 испанцев. По состоянию на 2017 год в Гондурасе на законных основаниях проживало более 2888 испанских граждан, и почти 89000 гондурасцев произошли от этих испанских иммигрантов.
В 1996 году вступил в силу Договор о двойном гражданстве между Королевством Испания и Республикой Гондурас, который делает гражданство двух стран совместимым. Закон об исторической памяти Испании также позволил большому количеству гондурасцев испанского происхождения восстановить свое испанское гражданство. Сегодня 89 000 гондурасцев происходят от испанских иммигрантов.

### Современность
Испанская иммиграция в Гондурас защищена Испано-гондурасским соглашением о социальном сотрудничестве, которое подтверждает, среди прочего, «принцип равенства и взаимности в трудовых вопросах, так что испанцы и гондурасцы, которые работают за границей в Гондурасе или Испании, соответственно, пользуются теми же трудовыми правами, что и граждане, после того, как они были аккредитованы соответствующими профсоюзными организациями», и которая заложила основу для нынешнего сотрудничества между Испанией и Гондурасом в целях дальнейшего экономического развития. Этот принцип соответствует Договору о мире и дружбе, пятая статья которого устанавливает, что «граждане одного из двух государств будут пользоваться в другом теми привилегиями, которые были предоставлены или предоставлены гражданам в целях наибольшего благоприятствования, за исключением граждан Центральной Америки».

## Испанская культура в Гондурасе

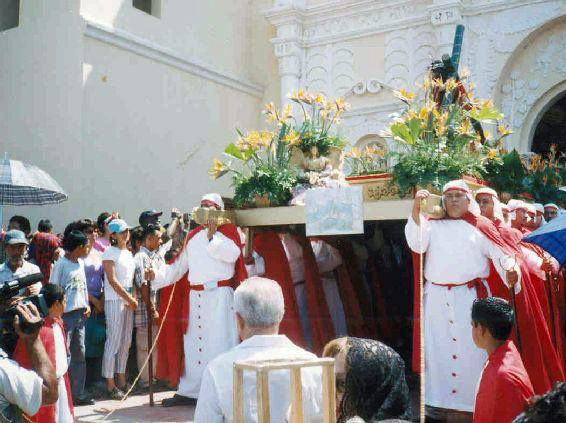
Страстная неделя в городе Комаягуа

Испанский язык является величайшим вкладом Испании в культуру Гондураса и продолжает оставаться главной культурной связью между двумя странами. В стране представлены различные аспекты испанской кухни, такие как колбасы, рис и говядина. Оттуда происходят гондурасские блюда, такие как рис с курицей и чоризо индио.
Страстная неделя является частью испанского наследия гондурасцев, религиозного и светского праздника, который отмечается с колониальных времен.
В 1950-х годах испанцы, живущие в Гондурасе, и гондурасцы, ранее учившиеся в Испании, создали Гондурасский институт испанской культуры.
Испанское сообщество на протяжении десятилетий активно участвовало в Festival Folclórico Internacional (Международный фольклорный фестиваль) в Сан-Педро-Сула.
Гондурас создал Культурный центр Испании в Тегусигальпе в 2007 году.

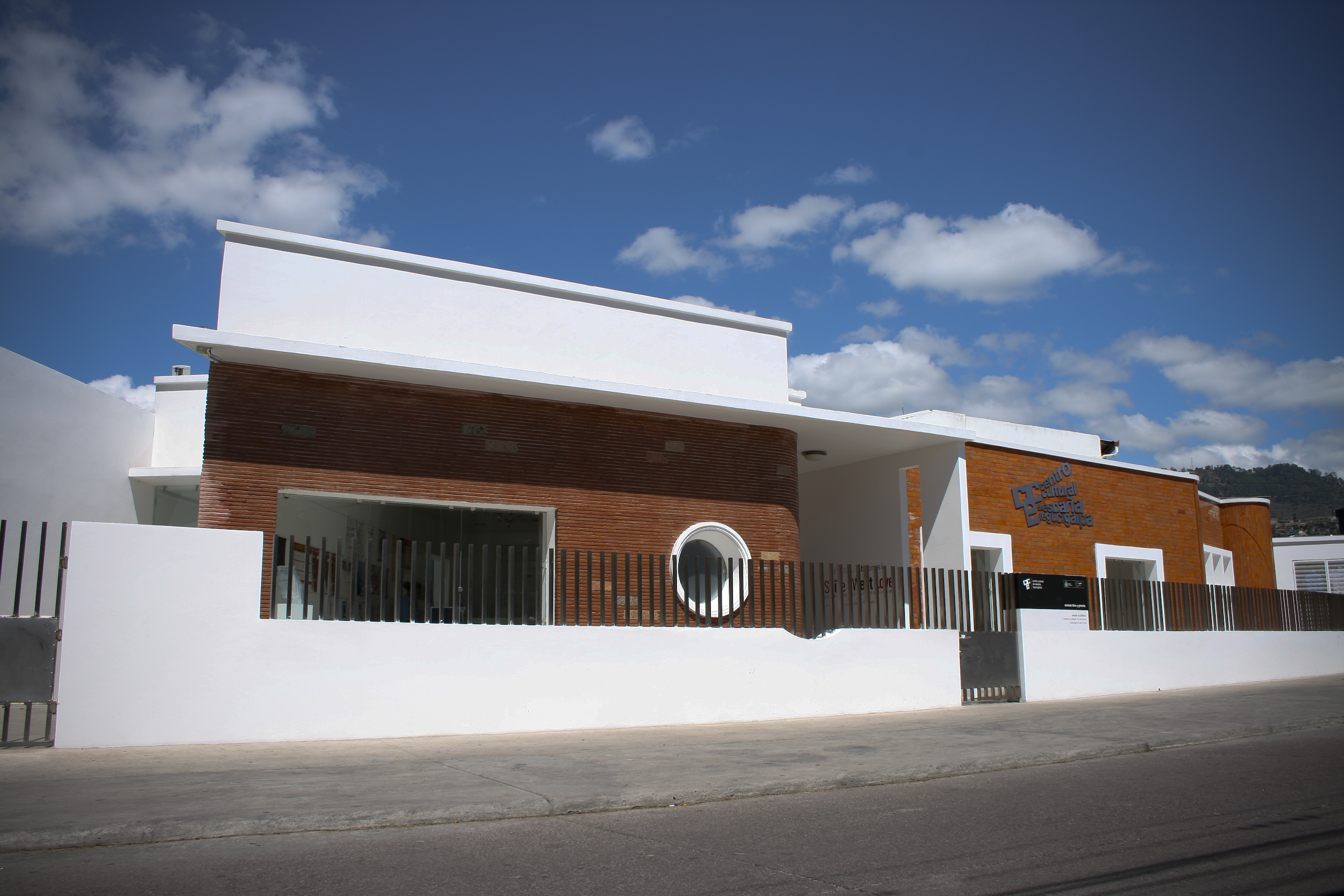
Испанский культурный центр в Тегусигальпе — CCET.

## Испанские общины
Городом с самым большим испанским населением в стране является Сан-Педро-Сула, где европейские, американские и латиноамериканские компании обычно начинают свои инвестиционные и промышленные проекты.
- Каталонская ассоциация Гондураса, Сан-Педро-Сула[19]
- Испанское общество Сан-Педро-Сула
- Хотя Дом Испании в Тегусигальпе действовал много лет, в настоящее время он не работает.
- Испанское общество благосостояния и культуры Атлантиды.
- Территориальная секция рабочих комиссий в Гондурасе.

После создания Советов жителей Гватемалы и Никарагуа Гондурас стал одной из последних стран региона, не имеющих собственного Совета.
Во время восстановительных работ после урагана Митч сеть ассоциаций испанцев, неправительственных организаций и отделений посольства Испании организовала распределение экстренной помощи на национальном уровне.

### Дипломатические отношения Испании в Гондурасе
Посольство Испании в Гондурасе не только берет на себя ответственность за защиту граждан Испании, временно или постоянно проживающих в стране; через различные гражданские организации оно также поддерживает программы по борьбе с бедностью и недоеданием среди гондурасских детей, а также проекты по сохранению культурного наследия.
- Посольство Испании в Тегусигальпе
- Почетное консульство в Сан-Педро-Сула
- Технический отдел сотрудничества
- Хозяйственно-коммерческое управление
- Культурный центр Испании
- Офис проектов Андалузского агентства международного сотрудничества в области развития
- Официальная торговая палата Испании в Гондурасе
- Испанское агентство международного сотрудничества в целях развития также имеет региональные офисы проектов в Санта-Роса-де-Копан, Ла-Сейбе и Сан-Лоренсо.

## Рост испанского населения в Гондурасе
Население Испании выросло за последние два столетия.
| Год  | Численность испанцев |
| ---- | -------------------- |
| 1877 | 77                   |
| 1910 | 196                  |
| 1926 | 464                  |
| 1930 | 643                  |
| 1935 | 726                  |
| 1945 | 589                  |

В 2013 году официальная перепись иностранных натурализованных гондурасцев составила 29 000 человек, из них 23 577 человек из стран американского континента, 2 939 из стран Европы, 56 из стран Африки, 19 из стран Океании и 2 603 из Азии, из которых 1415 человек — китайцы.

## Генетический состав
Исследование Примеси и генетические отношения мексиканских метисов с популяциями Латинской Америки и Карибского бассейна, основанные на 13 исследованиях CODIS-STR, показало, что генетический состав некоторых стран Центральной Америки был следующим:
| Страна     | Европейский компонент | Африканский компонент | Индейский компонент |
| ---------- | --------------------- | --------------------- | ------------------- |
| Коста-Рика | 63,8 %                | 6,2 %                 | 29,9 %              |
| Сальвадор  | 51,7 %                | 6,3 %                 | 42 %                |
| Гватемала  | 40,9 %                | 2,6 %                 | 56,4 %              |
| Гондурас   | 58,4 %                | 5,4 %                 | 36,2 %              |
| Никарагуа  | 52,1 %                | 13,6 %                | 34,3 %              |

Исследование, проведенное на общих образцах и гарифуна с карибского побережья Гондураса, показало следующие результаты:
| Население  | Европейский компонент | Африканский компонент | Индейский компонент |
| ---------- | --------------------- | --------------------- | ------------------- |
| Гондурасцы | 58,4 %                | 5,4 %                 | 36,2 %              |
| Гарифуна   | 26,0 %                | 62,0 %                | 12,0 %              |